# La’nga Co
La’nga Co (chiń. upr. 拉昂错; chiń. trad. 拉昂錯; pinyin Lā’áng Cuò; tybet.: ལག་ངར་མཚོ།, Wylie: lag-ngar mtsho, ZWPY: La’nga Co; hindi: रक्षातल, trb.: Rakszatal, trl. Rakṣātal; hist.: Rakas) – wysokogórskie jezioro w Chinach, w zachodniej części Himalajów. Jezioro to znajduje się na wysokości ok. 4544 m i ma powierzchnię blisko 360 km². Ma połączenie z jeziorem Mapam Yumco i wypływa z niego rzeka Satledź. Jest to święte jezioro według wierzeń buddystów.